# Möttlingen
Möttlingen ist ein Ortsteil der Stadt Bad Liebenzell im Landkreis Calw in Baden-Württemberg. Die Gemeinde trägt das Prädikat Erholungsort.

## Geographie

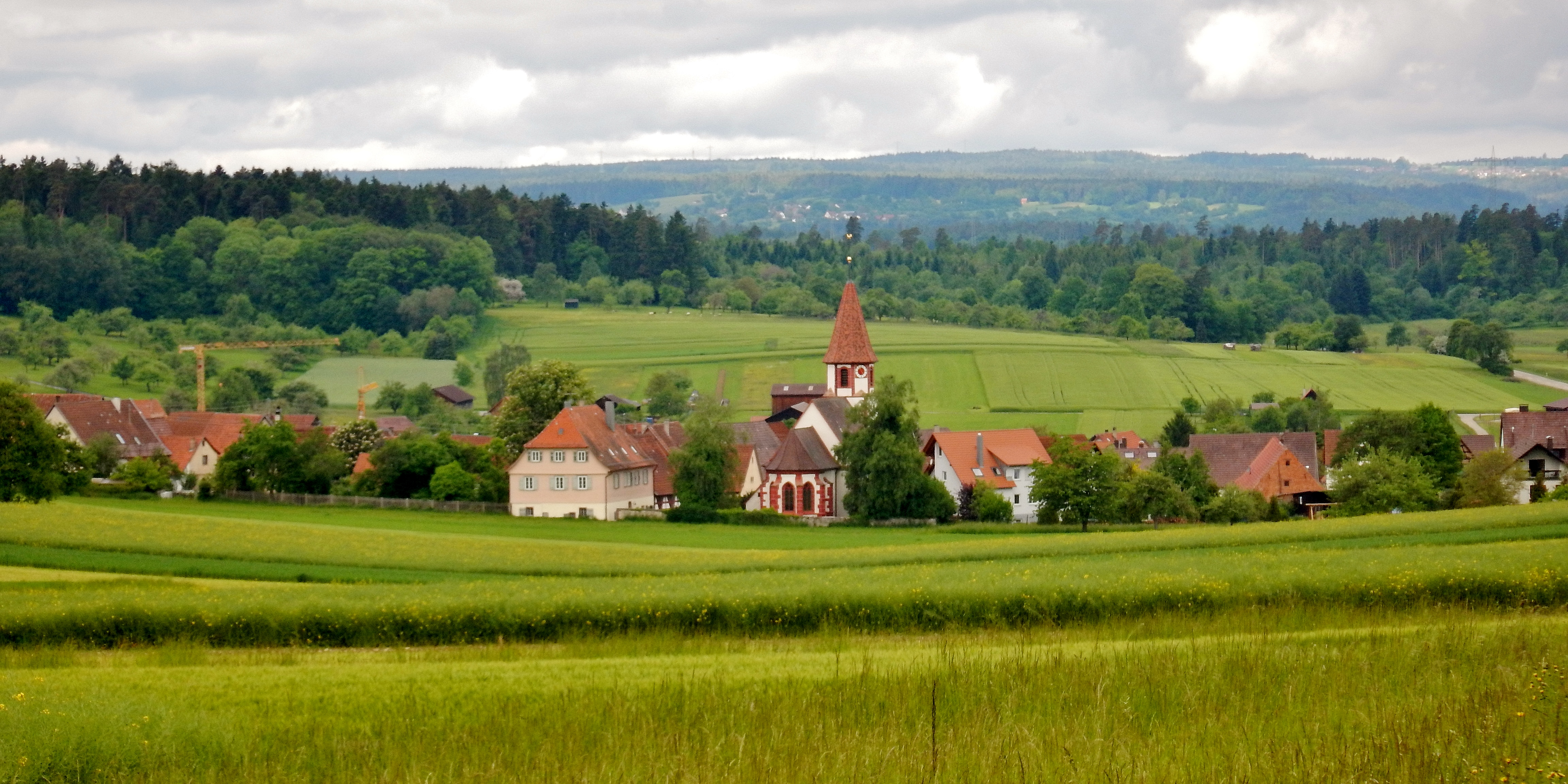
Möttlingen von Osten. Im Hintergrund die Randplatten des Nordschwarzwaldes

### Geographische Lage
Möttlingen liegt 40 km westlich von Stuttgart und 15 km südsüdwestlich von Pforzheim im Heckengäu, einer Landschaft zwischen Neckarraum und nördlichem Schwarzwald auf einer Höhe von 530 m (Ortsmitte) bis 580 m ü. NN (Hörnle). Die Gemeinde hat sich im Laufe des 20. Jahrhunderts zu einer typischen Wohnsiedlung mit vielen Auspendlern in naheliegende große und mittelgroße Zentren wie Böblingen/Sindelfingen, Leonberg oder Stuttgart entwickelt. Politisch gehört die Gemeinde zur Region Nordschwarzwald.

### Ortsteilgliederung
Zu Möttlingen gehören das Dorf Möttlingen und das Gehöft Hofgut Georgenau.

### Naturräumliche Gliederung und Siedlungsstruktur

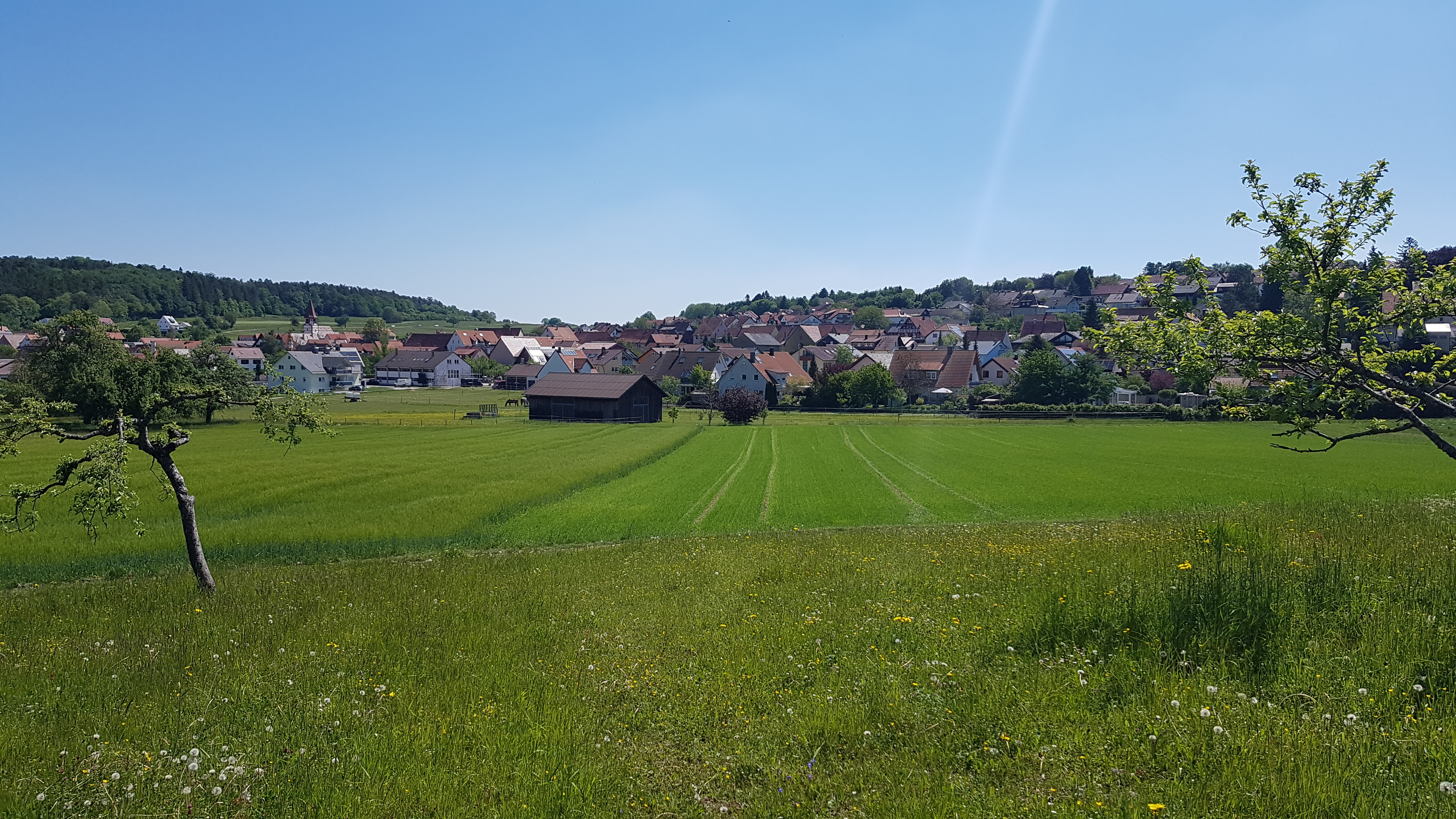
Möttlingen von Südwesten

Die Region um das Dorf ist den Oberen Gäuen (122.45: „Würmbucht“) zuzuordnen.  Die Flurböden bestehen aus Muschelkalk und Lehm und sind zumeist steinig. Vermehrt gibt es die für das Heckengäu charakteristischen Hecken, die aus Lesesteinriegeln entstanden. Ansonsten herrschen Kiefern-/Fichtengehölze und -wälder sowie Felder vor, häufig gibt es Streuobstwiesen. Das Naturschutzgebiet Monbach, Maisgraben und St. Leonhardquelle liegt zu einem kleinen Teil auf der Gemarkung Möttlingens.

### Nachbargemeinden
- Weil der Stadt-Münklingen (Landkreis Böblingen) im Nordosten
- Simmozheim (Landkreis Calw) im Südosten
- Neuhengstett und Ottenbronn (Althengstett) im Südwesten
- Unterhaugstett (ebenfalls Ortsteil von Bad Liebenzell) im Westen
- Neuhausen (Enzkreis) im Nordwesten

## Geschichte
Entstehung und frühe Geschichte
Wie bereits die Endung „-ingen“ des Ortsnamens hindeutet, gehört Möttlingen zu den Siedlungen der ältesten Siedlungsschicht des Altsiedellandes, was bedeutet, dass wahrscheinlich bereits vor 900 v. Chr. Menschen in etwa der heutigen Lage des Ortes dauerhaft gesiedelt haben. Tatsächlich wurden im Rahmen von Baumaßnahmen im April 1995 Frauengräber der Merowinger entdeckt. Dem ältesten Königsgeschlecht der Franken. Der Fundort lag an einem leicht geneigten Südhang an der heutigen Kreuzung „Im Gründle/Weil der Städter Straße“ in einer Tiefe von etwa einem bis anderthalb Metern. Neben insgesamt mindestens dreizehn Grabstätten konnten einige Grabbeilagen geborgen werden. Darunter befanden sich Glasperlen, eine Halskette und eine Eisenschnalle, welche aufgrund ihrer Gestaltung und Beschaffenheit auf das ausgehende 6. Jahrhundert datiert werden können.
Zum ersten Mal schriftlich erwähnt wurde Möttlingen als „Mettelingen“ in einer Urkunde von Kloster Hirsau, welches bereits vor 1075 hier Besitz hatte. Die Truchsessen von Waldeck, ein schwäbisches Adelsgeschlecht, besaßen im Mittelalter ein „Burgstadel“, von dem heute keine Spuren mehr zu finden sind, jedoch der Flurname „Burgstall“ noch von diesem zeugt. Um 1411 kamen offenbar die meisten Teile Möttlingens (inklusive des Burgstadels) in den Besitz des Grafen Eberhard III. von Württemberg. 1370 oder 1389, also im Spätmittelalter, kaufte die freie Reichsstadt Weil die Hälfte des Dorfes, das danach in zwei Besitzeigentümer geteilt war. Bis in das Jahr 1865 unterhielt Weil der Stadt den noch heute erhaltenen „Meierhof“. Auf dem Gebiet der heutigen Gemarkung liegt die Wüstung „St. Leonhard“, die Überreste einer zwischen dem 5. und 8. Jahrhundert erbauten, abgegangenen Kapelle.
Frühe Neuzeit bis 19. Jahrhundert
Auch Möttlingen blieb vom Dreißigjährigen krieg nicht verschont. Wilhelm Mönch beschreibt in seiner 1926 verfassten „Heimatkunde vom Oberamt Calw, für Schule und Haus“, wie im September 1635 zehn Viehbesitzer, welche sich den kaiserlichen Truppen zur Wehr setzten, „jämmerlich niedergemacht, gehauen und erschossen“ und anschließend „kümmerlich beerdigt“ worden sind. Im selben Jahr erlagen 35 Bewohner des Dorfes der Pest. Während des Ersten Koalitionskriegs wurde Möttlingen am 17. Juli 1796 von der französischen Rhein- und Mosel-Armee unter General Antoine Laroche-Dubouscat stark beschädigt.
Die Realteilungssitten in Altwürttemberg begünstigten die Entstehung klein parzellierter Felder. Da diese bald zu klein wurden, um ganze Familien zu ernähren, gab es in Möttlingen, wie in ganz Württemberg zu dieser Zeit, bereits früh Nebenerwerbslandwirte, die nebenbei oft ein Handwerk ausübten. Noch bis in das Jahr 1960 waren im Ort über 20 Handwerker und Kleinsthandwerker, drei Gasthäuser und eine Molkereigenossenschaft ansässig. Dieser soziale Wandel wirkte sich auf die Siedlungsform aus. Das Bild des in flacher Tallage liegenden Ortskerns ist bis heute geprägt von einer großen Zahl einfacher, kleinbäuerlicher Einhäuser.

### Einwohnerentwicklung
| Jahr      | 1821 | 1852 | 1861 | 1871 | 1880 | 1890 | 1900 | 1905 | 1910 | 1925 | 1933 | 1939 | 1950 | 1956 | 1961 | 1970 | 2004 | 2019 |
| Einwohner | 487  | 522  | 505  | 509  | 524  | 513  | 472  | 461  | 500  | 523  | 576  | 566  | 634  | 654  | 703  | 838  | 1245 | 1317 |

Quellen

### Wappen
| Wappen von Möttlingen | Blasonierung: „In rot schräg gekreuzt ein goldener (gelber) Rechen und ein goldener (gelber) Schlüssel, an der Kreuzung überdeckt durch einen goldenen (gelben) Abtsstab auf rotem Schild.“ |
| Wappen von Möttlingen | Wappenbegründung: Der Abtsstab weist auf die Beziehungen von Möttlingen zum Kloster Hirsau hin, welches nachweislich schon vor 1075 hier Besitztümer hatte. Der Rechen stammt aus dem Familienwappen der Truchsessen von Waldeck, die im frühen Mittelalter Hauptlehensträger und somit im Besitz des Dorfes waren. Vermutlich hatten sie hier einen befestigten Hof – der Flurname „Burgstall“ erinnert bis heute daran. Der Schlüssel deutet auf den einzigen, auf Möttlinger Markung heute noch bestehenden, Gutshof hin, den Hofgut Georgenau. 1861 erwarb Emil Wilhelm Georgii den „Bühlhof“ und beantragte ein Jahr darauf die Umbenennung in „Hof Georgenau“. 1870 wurde er aufgrund seiner Verdienste geadelt. Der Schlüssel ist Georgiis Familienwappen entnommen und soll sein Gedenken als Förderer der Gemeinde bewahren. |

## Kultur und Sehenswürdigkeiten

### Religionen
Die Evangelische Kirchengemeinde Möttlingen zählt zum Kirchenbezirk Calw-Nagold der Evangelischen Landeskirche in Württemberg. Die katholischen Einwohner gehören zur Katholischen Kirchengemeinde St. Lioba (Bad Liebenzell), die der römisch-katholischen Seelsorgeeinheit St. Josef in Calw zugeordnet ist.

### Bauwerke

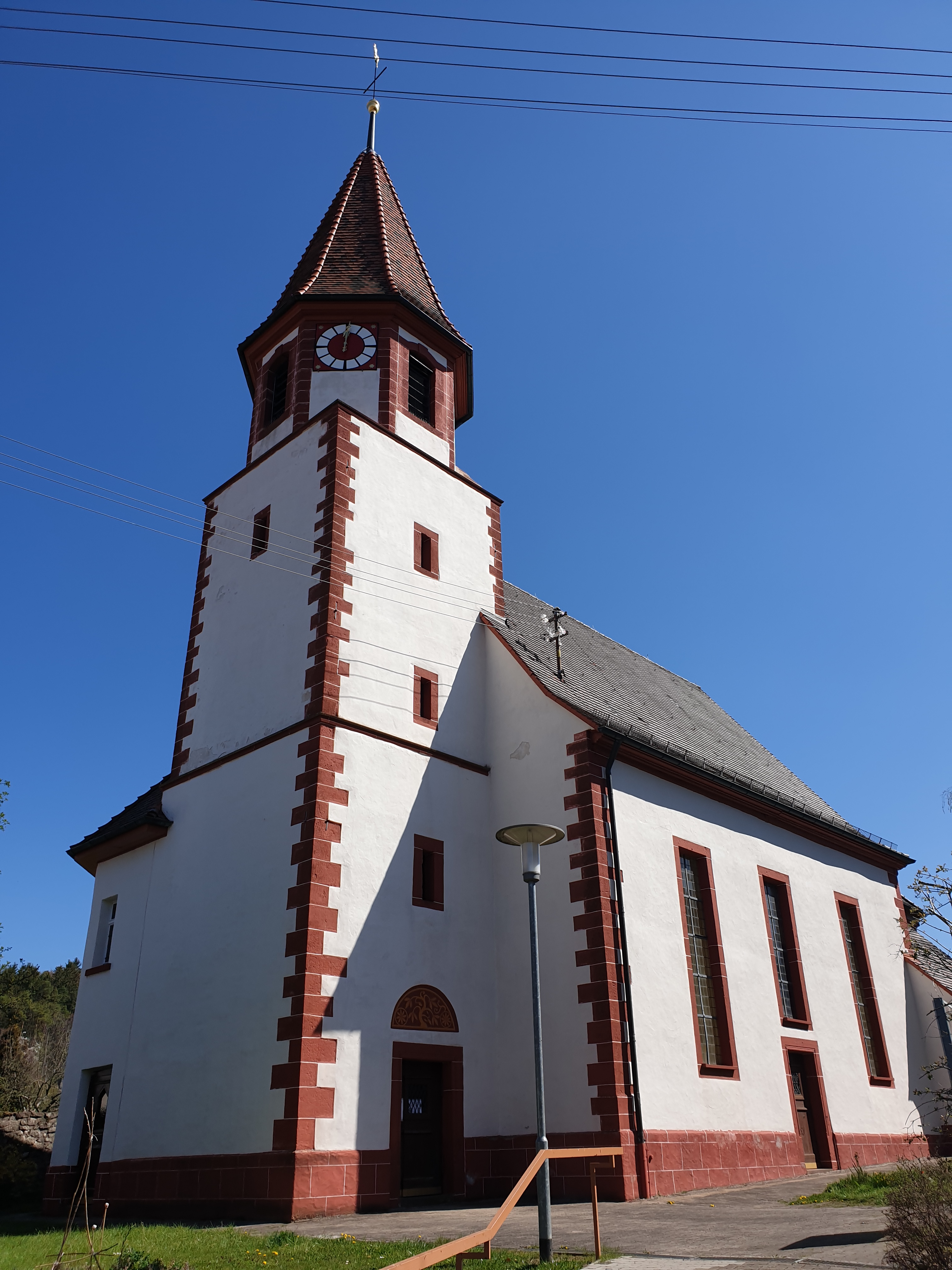
Blumhardtkirche

- Am Rande des Zentrums der Gemeinde steht die Blumhardt-Kirche der evangelischen Kirchengemeinde. Die ursprünglich katholische Kirche wurde 1401 dem Kloster Hirsau inkorporiert und 1525 der Patronin St. Maria geweiht. Sie unterstand der Schirmherrschaft der Pfalzgrafen von Tübingen. Auf Betreiben des Klosters Hirsau wurde der ehemals romanische Bau im gotischen Stil umgebaut. Das Kirchenschiff stammt aus dem Jahr 1746. Der Turm mit romanischem Triumphbogen dürfte bedeutend älter sein. Im Zuge der Reformation in Württemberg 1534 wurde auch die „Marienkirche“ protestantisch. 1955 wurde sie zum 150-jährigen Geburtstag ihres Namensgebers Johann Christoph Blumhardt umbenannt, der hier Mitte des 19. Jahrhunderts wirkte.[13] Weitere namhafte Pfarrer, die auf Grundlage des Pietismus in Möttlingen wirkten, waren Gottlieb Friedrich Machtholf (1763–1800) und Christian Gottlob Barth (1824–1838)[14], die sich auch der Krankenpflege widmeten.[9] Heute ist beiden jeweils der Name einer Straße gewidmet.
- Das Gottliebin-Dittus-Haus, eine Ausstellung und Blumhardt-Gedenkstätte.[15]
- Auch die Gründungen der Rettungsarche 1909 und der Patmos Gemeinde nach 1945 gehen ebenfalls indirekt auf das Wirken Blumhardts zurück.

### Vereinswesen

#### TSV Möttlingen 1905 e. V.
Mitgliedstärkster Sportverein ist der Turn- und Sportverein Möttlingen, welcher 1905 gegründet wurde. Neben der größten Abteilung für Fußball bestehen derzeit noch weitere für Turnen und Freizeit und Dart. Regelmäßig finden Tauschbörsen für Sportutensilien statt. Auch werden Fitnesskurse angeboten. Der 1977 eingeweihte Sportplatz wurde 2019/20 aufwendig erneuert und vergrößert, außerdem der Verkaufscontainer durch ein neues, massives Gebäude ersetzt. Die erste Herrenmannschaft der Abteilung Fußball spielt aktuell in der Kreisliga A des Bezirks Böblingen/Calw.

#### MUTTV Bad Liebenzell (Tischtennis)
Bereits unter dem Turn- und Sportverein wurde in Möttlingen ab den 1960er Jahren Tischtennis gespielt. 1969 wurde eine eigene Abteilung dafür eingerichtet, die sich 1982 vom Dachverein trennte und einen eigenen Verein gründete, den „Möttlinger Tischtennisclub Monbachtal“ (MTTC). Später wurde der Verein in „Möttlinger-Unterhaugstetter Tischtennisverein Bad Liebenzell“ (MUTTV) umbenannt.

#### Schützenverein Bad Liebenzell – Möttlingen 1973 e. V.
Wie der Tischtennisverein entstand auch der Schützenverein durch eine Abspaltung vom Turn- und Sportverein. Am 13. Januar 1973 bildeten dreizehn Gründungsmitglieder den neu entstandenen Schützenverein, dessen Mitgliederzahl mittlerweile bei über 130 aktiven und passiven Schützen liegt. Das vereinseigene Schützenhaus wurde 1978 erbaut.

#### Weitere Vereine
- Reitgemeinschaft Hof Georgenau[18]
- Hundesportverein Möttlingen und Umgebung e. V. Gegründet 1995.
- Theaterverein Veigelesbühne 1995 e. V.
- Posaunenchor der evangelischen Gemeinde (gegründet 1937)[19]

#### Ehemalige, nicht mehr existierende Vereine
- Viehversicherungsverein (gegründet von Johann Christoph Blumhardt)
- Liederkranz Möttlingen 1864 e. V. (1970 mit der Zelter-Plakette ausgezeichnet)
- Kirchenchor Möttlingen[20]

## Politik

### Verwaltung
Möttlingen gehörte stets zum Amt, ab 1758 zum Oberamt und ab 1938 zum Landkreis Calw. Die bis dahin selbständige Gemeinde wurde am 1. Januar 1972 nach Bad Liebenzell eingemeindet und ist seither eine Ortschaft im Sinne der baden-württembergischen Gemeindeordnung mit jeweils eigenem Ortschaftsrat und Ortsvorsteher als dessen Vorsitzender.

### Gemeinderat
Die Kommunalwahlen seit 2009 ergaben folgende Sitzverteilung:
| Partei     | Kommunalwahl 2009 | Kommunalwahl 2014 |
| ---------- | ----------------- | ----------------- |
| CDU        | 2 Sitze           | 2 Sitze           |
| Die Grünen | 0 Sitze           | 1 Sitz            |
| SPD        | 1 Sitz            | 2 Sitze           |

Mit der Kommunalwahl 2019 wurde erstmals ein Ortschaftsrat gewählt, der in Möttlingen 5 Personen umfasst.

## Wirtschaft und Infrastruktur

### Bildung
Möttlingen verfügt über einen Kindergarten und eine Grundschule. Die Grundschule befand sich bis 1967 im heutigen evangelischen Gemeindehaus, ehe das aktuelle Schulgebäude am Köpfle erbaut wurde. Als weiterführende Schulen stehen in der Kernstadt Bad Liebenzell und im benachbarten Althengstett jeweils eine Realschule, sowie in den nahe liegenden Städten Weil der Stadt, Calw und Stammheim Gymnasien zur Verfügung.

## Persönlichkeiten

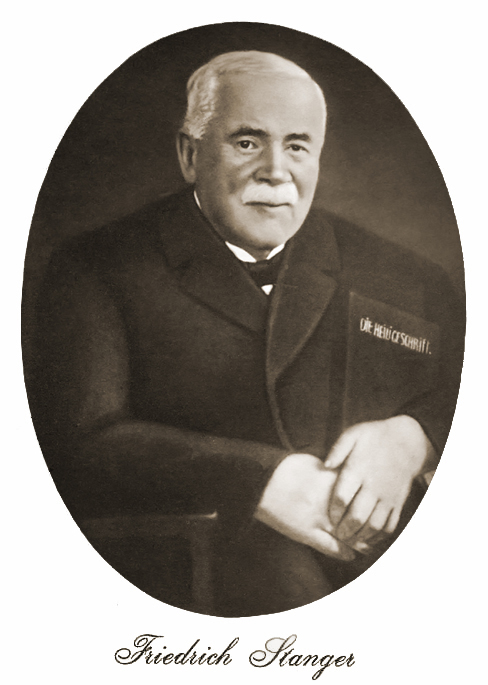
Friedrich Stanger

- Johann Christoph Blumhardt (1805–1880), war zwischen 1838 und 1852 Pfarrer in Möttlingen
- Gottliebin Dittus (1815–1872)
- Christoph Blumhardt (1842–1919), deutscher Theologe und Politiker (SPD)
- Friedrich Stanger (1855–1934), deutscher Pietist, Heiler und Gründer der Rettungsarche
- Otto Haug (1888–1979), war Volksschullehrer und Heimatforscher
- Arnold Tölg (1934–2024), Politiker (CDU) und Vertriebenenfunktionär, Mitglied des Landtages von Baden-Württemberg, Kurdirektor, Geschäftsführer und Verkehrsdirektor in Bad Liebenzell, wohnte in Möttingen[25]
- Peter Freudenthaler und Volker Hinkel gründeten 1991 in Möttlingen die Pop-Band Fools Garden.[26]